# Lepidocolaptes
A Lepidocolaptes a madarak (Aves) osztályának verébalakúak (Passeriformes) rendjébe, valamint a fazekasmadár-félék (Furnariidae) családjába és a fahágóformák (Dendrocolaptinae) alcsaládjába tartozó nem.

## Rendszerezésük
A nemet Heinrich Gottlieb Ludwig Reichenbach német botanikus és ornitológus írta le 1853-ban, jelenleg az alábbi 9 vagy 12 faj tartozik ide:
- Lepidocolaptes falcinellus
- Lepidocolaptes squamatus
- Lepidocolaptes angustirostris
- Lepidocolaptes duidae[1] vagy Lepidocolaptes albolineatus duidae[3]
- Lepidocolaptes fatimalimae[1]
- Lepidocolaptes fuscicapillus[1] vagy Lepidocolaptes albolineatus fuscicapillus[3]
- Lepidocolaptes albolineatus
- Lepidocolaptes layardi vagy Lepidocolaptes albolineatus layardi[3]
- csíkosfejű fahágó (Lepidocolaptes souleyetii)
- Lepidocolaptes lacrymiger
- Lepidocolaptes leucogaster
- pettyesfejű fahágó (Lepidocolaptes affinis)

## Előfordulásuk
A fajok többsége Dél-Amerika területén honos. Egy faj Mexikóban és Közép-Amerikában is megtalálható. Természetes élőhelyeik a szubtrópusi és trópusi esőerdők, erdők, szavannák és cserjések, valamint emberi környezet.

## Megjelenésük
Testhosszuk 19-24 centiméter körüli.